# Inchfad
Inchfad (Innis Fada en Gaélique écossais soit île longue en français) est une île situé au sud-est du Loch Lomond, dans le centre-ouest de l'Écosse. Inchfad mesure 1,35 km de long pour une surface de quarante hectares.

## Histoire

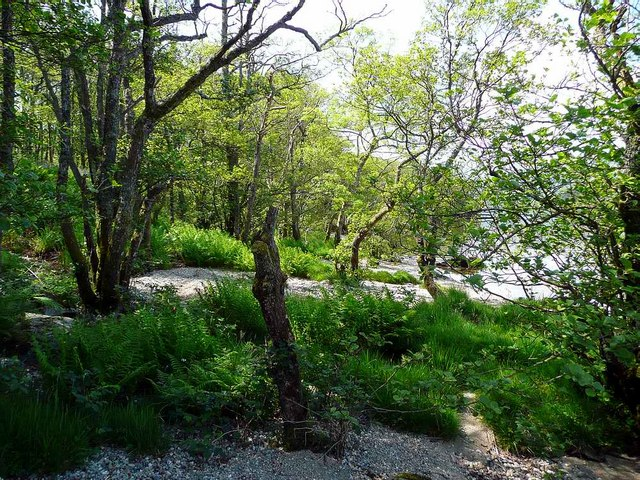
Rives de l'île

Inchfad est partiellement boisé et compte deux habitants. Il y a quatre maisons à Inchfad, un bungalow modernisé qui servait de ferme d'origine et une maison en bois utilisée comme maison de vacances.
Il y a un canal sur l'île qui mesure 400 mètres de long, reliant le lac à la distillerie. En effet, après la fermeture des alambics de whisky illicites autour du loch, Inchfad est devenue le siège d'une distillerie enregistrée dont les ruines sont encore visibles aujourd'hui.
Inchfad a été repris par les MacFarlane au début du XVIIIe siècle, qui dirigeaient une distillerie gouvernementale jusqu'au milieu du XIXe et leurs descendants dirigent le chantier naval de Balmaha à proximité, ainsi que le service postal de l'île. Parmi les autres propriétaires figurent les ducs de Montrose et Charles Collins, fondateur de la dynastie de l'édition.
L'île a été achetée en 1944 par Frank et Ann Davison, un couple anglais qui entreprit de remettre la ferme en état de marche. ces derniers ont revendu l'île et sont partis à bord d'un bateau de pêche converti, qui a fait naufrage au large de Portland Bill, où Frank Davison périt en mer. Ann Davison (en) a ensuite navigué en solitaire en 1953 sur l'Atlantique et a été la première femme à accomplir cet exploit.